# Харанор
Харано́р (рос. Харанор) — селище у складі Забайкальського району Забайкальського краю, Росія. Адміністративний центр та єдиний населений пункт Чорно-Озерського сільського поселення.
В радянські часи існувало два населений пункти — селище Харанор та село Чорноозерськ.

## Населення
Населення — 1079 осіб (2010; 1392 у 2002).
Національний склад (станом на 2002 рік):
- росіяни — 91 %